# تپه بقارا
تپه بقارا مربوط به هزاره چهارم پیش از میلاد است و در شهرستان بهبهان، بخش مرکزی، دهستان حومه، ۱ کیلومتری غرب روستای قلعه سید واقع شده و این اثر در تاریخ ۱ مرداد ۱۳۸۶ با شمارهٔ ثبت ۱۹۲۴۰ به‌عنوان یکی از آثار ملی ایران به ثبت رسیده است.
متاسفانه این اثر تخریب گردیده است.